# マックス岩本
マックス 岩本（マックス いわもと）は、日本の投資家、FXトレーダー、日本テクニカルアナリスト協会認定テクニカルアナリスト（CMTA）。FXだけではなく、株や日経225など、多くの投資商品を手がける投資家。

## 来歴・人物
トレーダーとしてだけではなく、FXのプロコーチとしても活躍中。
主な手法はデイトレードで、当初は短期間で800万円もの損失を出し、FXの世界から身を引くことも考えたが、独自の手法を確立し、現在は年間5000pips獲得という安定した高成績を収めている 。

## 雑誌
- 『FXシステムトレーダーvol.3』 2013年1月23日、実業之日本社、ISBN 978-4-408-63287-2
- 月刊FX攻略.com にて毎月コラムを掲載(株式会社Waplus)